# Dămuc
Dămuc es una comuna ubicada en el distrito de Neamț, Rumania.

## Superficie
Posee una superficie de 178,1 kilómetros cuadrados.

## Demografía
Hasta 2021 la población era de 2780 habitantes, con una densidad de población de 15,61 habitantes por kilómetro cuadrado.